# دوش و پشگل
دوش و پشگل قسمت هشتم از فصل هشتم مجموعهٔ تلویزیونی انیمیشن ساوت پارک، و ۱۱۹مین قسمت آن در مجموع است. اول بار در ۲۷ اکتبر ۲۰۰۴ درست پیش از انتخابات ریاست‌جمهوری ایالات متحده آمریکا (۲۰۰۴) از شبکه کمدی سنترال در ایالات متحده آمریکا پخش شد. در این قسمت، نیروهای بنیاد مردمی رعایت اصول اخلاقی در برابر حیوانات مدرسه ابتدایی ساوت پارک را مجبور می‌کنند نشان مدرسه را عوض کنند. انتخاباتی برای تعیین نشان جدید برگزار می‌شود. در این حین، استن به دلیل خودداری از رأی دادن از ساوت پارک اخراج می‌شود.
این قسمت توسط تری پارکر خلق شد و جز در فرستنده‌های اختصاصی دارای ردهٔ TV-MA بود.

## طرح داستانی
در جریان گردهمایی پیش از مسابقهٔ ورزشی در مدرسه ابتدایی ساوت پارک، اکو تروریست‌های بنیاد مردمی رعایت اصول اخلاقی در برابر حیوانات به استفاده از گاو به عنوان شانس‌بیار مدرسه اعتراض می‌کنند. مدرسه تصمیم به انتخاب شانس بیار جدیدی می‌کند و به دانش آموزان گفته می‌شود به شانس بیار جدیدی رأی دهند. بچه‌ها که از گزینه‌های بی مزهٔ موجود دلسرد شده بودند، تصمیم گرفتند یک کاندید جوک وار معرفی کنند ولی در خصوص این که کاندید «دوش بزرگ» باشد یا «ساندویچ مدفوع» اختلاف نظر دارند. کایل برولوفسکی دوستانش را تشویق می‌کنند که دوش بزرگ را کاندید کنند و اریک کارتمن به جمع‌آوری حمایت از ساندویچ مدفوع می‌پردازد.
استن مارش دلیلی برای رأی دادن به گزینه‌ای دوش و مدفوع نمی‌بیند چرا که آن‌ها عیناً یکی هستند، و برخلاف میل بقیه اعلام می‌کند که اصلاً رأی نخواهد داد. استن که با این کار هر دو سو را به یک اندازه می‌ترساند، نمی‌داند چرا کسی باید به این کار بیهوده تن در دهد. او در این خصوص با والدینش هنگام شام صحبت می‌کند، ولی آنها اصلاً تحت تأثیر بی میلی او قرار نمی‌گیرند و حتی وقتی استن توضیح می‌دهد رقابت کنندگان که‌اند، بر سر این که چه کسی باید برنده شود به نزاع می‌پردازند. این باعث می‌شود کایل به سراغ شان کامز برود، که او هم استن را با کمپین بمیر یا رأی بده می‌ترساند. در این حین، کمپین ادامه می‌یابد و حامیان ساندویچ مدفوع با استفاده از رشوه‌خواری و وحشت پراکنی برای کسب محبوبیت به مبارزه انتخاباتی علیه دوش بزرگ می‌پردازد.

## سیاست
به گفته نیک گلسپی از مجله ریزن، این قسمت، به خوبی جمع‌بندی کننده رویکرد لیبرترین به سیاست است.